# Peter Havas
Peter Havas (* 29. März 1916 in Budapest, Österreich-Ungarn; † 25. Juni 2004 nahe Philadelphia) war ein ungarisch-amerikanischer theoretischer Physiker, der sich vor allem mit klassischen Feldtheorien und Allgemeiner Relativitätstheorie beschäftigte.

## Leben
Havas hatte ungarische Ursprünge und wuchs ab 1921 in Wien auf, wo er sein Studium der Physik an der TH Wien begann. Damals beschäftigte er sich bei Josef Mattauch mit experimenteller Kernphysik. Nach dem „Anschluss“ Österreichs musste er, der Sozialist war und außerdem jüdischer Herkunft, das Land verlassen und ging nach Frankreich, wo er bei Jean Thibault in Lyon studierte. Unter dem Einfluss von Guido Beck wandte er sich der theoretischen Physik zu. Nach dem Kriegsausbruch 1939 wurde er interniert. Ihm gelang die Flucht 1941 in die USA, wo er an der Columbia University 1944 bei Willis Lamb in Quantenelektrodynamik promoviert wurde. Danach war er an der Brandeis University und ab 1946 Professor an der Lehigh University in Bethlehem (Pennsylvania). Ab 1964 war er an der Temple University in Philadelphia und nach seiner Emeritierung 1981 war er Physikprofessor an der University of Pennsylvania (1982 bis 1988) und der University of Utah (1987 bis 1992). Er war unter anderem Gastwissenschaftler am Institute for Advanced Study (1953/54), am Niels-Bohr-Institut in Kopenhagen, dem Argonne National Laboratory und Gastprofessor am Birkbeck College der Universität London und an der Universität Göttingen.
Havas beschäftigte sich mit Problemen klassischer Feldtheorien wie Strahlungsrückwirkung und Bewegungsgleichungen für Punktteilchen, insbesondere auch in Zusammenhang mit Gravitationswellenstrahlung (fast motion approximation mit Joshua Goldberg, die für relativistische Geschwindigkeiten gilt und nichtlineare Effekte über die Strahlungsrückwirkung berücksichtigt). Die erste Ordnung Störungstheorie erwies sich dabei als völlig unzureichend.  Die Frage einer korrekten Ableitung von Einsteins Quadrupol-Strahlungsformel für Gravitationswellen blieb noch bis in die 1970er Jahre offen (damals aktuell aufgrund des Nachweises von Gravitationswellen in Doppelsternsystemen mit Pulsaren durch Hulse/Taylor). Erst dann wurde klar, dass man bis zur dritten Ordnung Störungstheorie gehen muss. In den 1950er und 1960er Jahren beschäftigte er sich auch mit den klassischen Bewegungsgleichungen in Mesonenfeldtheorien und in den 1970er und 1980er Jahren in Yang-Mills-Theorien.
1953 war er Fellow der American Physical Society sowie 1953/1954 Guggenheim Fellow. Havas hatte auch historische Interessen. Er war Mitherausgeber der Gesammelten Werke von Albert Einstein (Princeton University Press).
Er war seit 1939 mit Helga Höllering, Tochter von Franz Höllering, verheiratet, die Professorin für Mikrobiologie und Krebsforscherin an der Temple University war und zwei Monate nach ihm starb. Zusammen mit seiner Frau engagierte er sich in Maßnahmen zum Landschaftsschutz in Wayne County PA.

## Schriften
- General Relativity and the special relativistic equations of point particle motion. In: Recent Developments in General Relativity. Pergamon Press 1962 (Konferenz in Warschau).